# اسپی
اسپی (انگلیسی: Espee) شرکت ترابری ریلی آمریکایی است، که در سال ۱۸۶۵ تأسیس شد.